# 阿斯珀 (密蘇里州)
阿斯珀（英語：Asper）是位於美國密蘇里州卡羅爾縣的鬼鎮。

## 歷史
阿斯珀的郵局於1880年設立，其後於1903年停運。

## 地理
阿斯珀所處的海拔為高於海平面236米（即774英呎），而該地所採用的時區為UTC-6，即北美中部時區（CST）。同時該地設有夏令時間，為UTC-6調快一小時，即UTC-5（CDT）。